# Graphosia approximans
Graphosia approximans là một loài bướm đêm thuộc phân họ Arctiinae, họ Erebidae.